# Камбарка
Камбарка (на руски: Камбарка; на удмуртски: Камбарка) е град в автономна република Удмуртия, Русия, административен център на Камбарски район. Населението му към 1 януари 2018 година е 10 276 души.